# Masters de Canadá 1997
El Abierto de Canadá 1997 (también conocido como 1997 du Maurier Open por razones de patrocinio) fue un torneo de tenis jugado sobre pista dura. Fue la edición número 108 de este torneo. El torneo masculino formó parte de los Super 9 en la ATP. La versión masculina se celebró entre el 28 de julio y el 4 de agosto de 1997.

## Campeones

### Individuales masculinos
Chris Woodruff vence a  Gustavo Kuerten, 7–5, 4–6, 6–3.

### Dobles masculinos
Mahesh Bhupathi /  Leander Paes vencen a  Sébastien Lareau /  Alex O'Brien, 7–6, 6–3.

### Individuales femeninos
Monica Seles vence a  Anke Huber, 6–2, 6–4.

### Dobles femeninos
Yayuk Basuki /  Caroline Vis vencen a  Nicole Arendt /  Manon Bollegraf, 3–6, 7–5, 6–4.
| Predecesor: Canadá 1996 | Masters de Canadá 1997 | Sucesor: Canadá 1998 |